# Dig (песня Mudvayne)
«Dig» (с англ. — «Копай») — песня американской метал-группы Mudvayne, выпущенный в виде сингла с дебютного альбома L.D. 50 в 2000 году на лейбле Epic Records. Сингл был сертифицирован как золотой Американской ассоциацией звукозаписывающих компаний. Концертная версия песни, взятая из Tattoo the Earth Tour, появляется на лайв-альбоме Tattoo the Earth: The First Crusade.

## Музыкальное видео
Видеоклип на песню «Dig» был снят 10 апреля 2001 года американским режиссёром и клипмейкером Томасом Миньоном.
Специальная версия с DVD-сингла включала вариант видеоклипа, записанного с девяти камер, что позволяет зрителям переключаться между разными камерами. DVD также включал бэкстейдж под названием «Dig Little Deeper».
Видеоклип выиграл премию от MTV2 Award за лучшее общее достижение[стиль]. Благодаря видео, песня получила значительную ротацию на радио.

## Список композиций
Промосингл
| №  | Название              | Длительность |
| -- | --------------------- | ------------ |
| 1. | «Dig» (Clean Version) | 2:42         |
| 2. | «Dig» (LP Version)    | 2:43         |

Макси-сингл
| №  | Название                       | Длительность |
| -- | ------------------------------ | ------------ |
| 1. | «Dig» (Radio Edit)             | 2:43         |
| 2. | «Nothing to Gein» (Radio Edit) | 4:15         |

Кассетный сингл
| №  | Название                       | Длительность |
| -- | ------------------------------ | ------------ |
| 1. | «Dig» (Radio Edit)             | 2:43         |
| 2. | «Nothing to Gein» (Radio Edit) | 4:15         |

| №  | Название                          | Длительность |
| -- | --------------------------------- | ------------ |
| 1. | «Dig» (Album Version)             | 2:43         |
| 2. | «Nothing to Gein» (Album Version) | 5:29         |

## Участники записи
| Mudvayne - Чед Грэй — вокал; - Грег Триббетт — бэк-вокал, гитара; - Райан Мартини — бас-гитара; - Мэтью Макдоноу — синтезатор, барабаны. | Производственный персонал - Гарт Ричардсон — продюсер. |

## Чарты
| Чарт (2001)                          | Позиция в чарте |
| ------------------------------------ | --------------- |
| (Nielsen SoundScan)                  | 23              |
| Billboard Hot Mainstream Rock Tracks | 33              |